# Luis Miguel: 20 años
Luis Miguel: 20 años (también conocida como Gira 20 años o Premier 1991) es un video de formato VHS del intérprete mexicano Luis Miguel. En él se muestran las presentaciones en vivo que dio el artista a través de varios lugares de México durante la gira llamada Gira 20 años para promocionar su álbum 20 años.

## Lista de canciones interpretadas
1. Introducción
2. Oro de ley
3. Yo que no vivo sin ti
4. Amante del amor
5. Pupilas de gato
6. Culpable o no
7. Hoy el aire huele a ti
8. Más allá de todo
9. Ahora te puedes marchar
10. Il Cielo (en italiano) (never released)
11. Alguien como tú
12. Entrégate
13. Fría como el viento
14. Stragna Gelozzia (en italiano) (never released)
15. Tengo todo excepto a ti
16. Será que no me amas
17. Trios Medley
  - Un poco más (never released)
  - Llévatela (never released)
  - El reloj (never released)
  - Sabor a mí (never released)
  - Contigo aprendí (never released)
18. De qué manera te olvido (never released)
19. Como Fue (never released)
20. Un hombre busca una mujer
21. La Incondicional
22. Cuando calienta el sol